# Shoshone (språk)

Delstater där Shoshone talas enligt 2000 års folkräkning.

Shoshone är ett uto-aztekiskt språk som existerar i två dialekter vilka talas av shoshoner (ca 2000 talare) och comancher (ca 200 talare) i Wyoming, Utah, Nevada och Idaho i nordvästra USA. Mycket närbesläktat är också det nästan utdöda språket Timbisha (Panamint Shoshone) som 1998 hade färre än 20 talare kvar.